# Carebara junodi
Carebara junodi är en myrart som beskrevs av Auguste-Henri Forel 1904. Carebara junodi ingår i släktet Carebara och familjen myror. Inga underarter finns listade.